# Lhotka nad Bečvou
Lhotka nad Bečvou je vesnice, část obce Lešná v okrese Vsetín. Nachází se asi 1,5 km na jih od Lešné. Prochází zde silnice I/35. Je zde evidováno 99 adres. Trvale zde žije 231 obyvatel.
Lhotka nad Bečvou je také název katastrálního území o rozloze 1,89 km2.